# Азорские умеренные смешанные леса
Азорские умеренные смешанные леса — экологический регион лесов умеренной зоны юго-западной Европы. Охватывает архипелаг Азорские острова в Атлантическом океане. Эти вулканические острова являются автономным регионом Португалии и лежат в 1500 км к западу от материковой части Португалии. Статус сохранности экорегиона оценивается как критический, его специальный код — PA0403.

## География
Архипелаг Азорских островов состоит из девяти основных вулканических островов, которые тянутся полосой более чем в 600 км с северо-запада на юго-восток. Острова образуют три группы: Флореш и Корву находятся на западе; Грасиоза, Терсейра, Сан-Жоржи, Пику и Фаял — в центре; а Сан-Мигел, Санта-Мария и необитаемые островки Формигаш — на востоке. Самый большой и густонаселенный — Сан-Мигел. Острова круто поднимаются из моря. Пику высотой в 2351 м, расположенный на одноимённом острове, — самая высокая вершина архипелага.

## Климат
На островах умеренный морской климат, смягчаемый Гольфстримом. Заморозки не случаются ниже 500 м над уровнем моря. Средняя температура составляет 21 °C в летние месяцы и 14,5 °C зимой.

## Растительность
В низинах ниже 500 м над уровнем моря, как правило, мало естественной растительности. Вечнозелёное дерево Myrica faya воспроизводится на старых лавовых потоках низин. Выше 500 м над уровнем моря находятся анклавы вечнозелёных кустарниковых лесов, характеризующихся такими деревьями как лавр азорский (Laurus azorica), Juniperus brevifolia, Picconia azorica и Erica azorica. Кустарники включают падуб перадо (Ilex perado) (Ilex perado subsp. azorica), калину Viburnum treleasei и высокий кустарник с яркими тёмно-розовыми цветками вакциниум цилиндрический (Vaccinium cylindraceum). Клетра древовидная (Clethra arborea) была завезёна с Мадейры и стала обычным явлением в вечнозелёных лесах архипелага. Разнообразные высокогорные торфяные болота встречаются на островах Флореш и Терсейра.

## Животные
На островах гнездятся 36 видов птиц. Азорский снегирь (Pyrrhula murina) является эндемиком острова Сан-Мигел.
На Азорских островах обитают три местных млекопитающих, все летучие мыши — большая ночница (Myotis myotis), мадейрский нетопырь (Pipistrellus maderensis) и эндемичная азорская вечерница (Nyctalus azoreum). Свои наземные млекопитающие на островах отсутствуют.

## Охранный статус
Азорские острова были открыты и заселены португальскими мореплавателями в XV веке. До заселения острова были в основном покрыты лесами. Поселенцы расчистили бо́льшую часть лесов для сельского хозяйства и пастбищ. Сюда были завезены крупный рогатый скот, овцы и козы, а также серая крыса (Rattus norvegicus), чёрная крыса (Rattus rattus), западноевропейская домовая мышь (Mus musculus domesticus), европейский ёж (Erinaceus europaeus), европейский кролик (Oryctolagus cuniculus), ласка (Mustela nivalis) и фретка (Mustela putorius furo). Завезённые травоядные изменили экологию острова посредством выпаса скота, а завезённые хищники охотились на местные виды, особенно птиц и их яйца, которые были не приспособлены к хищничеству.
Завезённые растения, изначально намечавшиеся поселенцами для лесоматериалов, ветрозащитных полос и садовых растений, в том числе японский красный кедр (Cryptomeria japonica), австралийское сырое дерево (Pittosporum undulatum), имбирь гарднера (Hedychium gardnerianum), ледяное растение (Carpobrotus edulis), гуннера красильная (Gunnera tinctoria), крупнолистная гортензия (Hydrangea macrophylla) и местная с Мадейры клетра древовидная (Clethra arborea), распространились в дикие районы, где вытеснили местные растения и изменили среду обитания местных животных. Азорский снегирь зависит от плодов нескольких местных растений — Vaccinium cylindraceum и Leontodon filii в августе и сентябре, а также Ilex perado в марте и апреле. Сокращение популяций этих растений привела к уменьшению популяции снегиря. В период с 2003 по 2008 год в рамках финансируемого ЕС проекта были удалены привнесённые виды и пересажены местные растения в особой природоохранной зоне Пику-да-Вара/Рибейра-ду-Гильерме на острове Сан-Мигел, после чего популяция местных снегирей на Азорских островах восстановилась.
Около 26 % площадей экологического региона (620 км2) входят в охраняемые зоны. Ещё 20 % покрыты лесами, но находятся за пределами охраняемых зон.

## Галерея

Умеренные леса Азорских островов
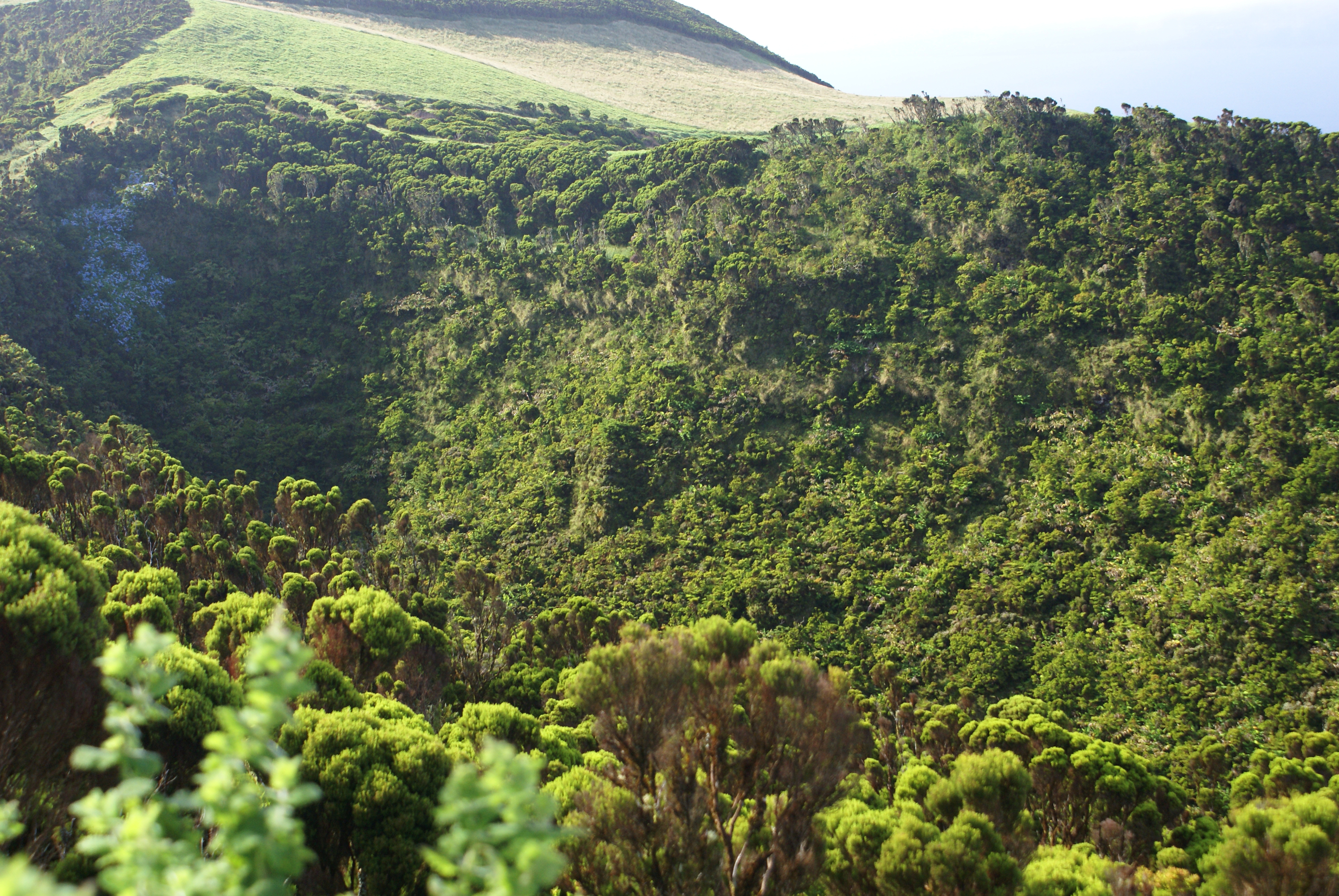
Сан-Жоржи
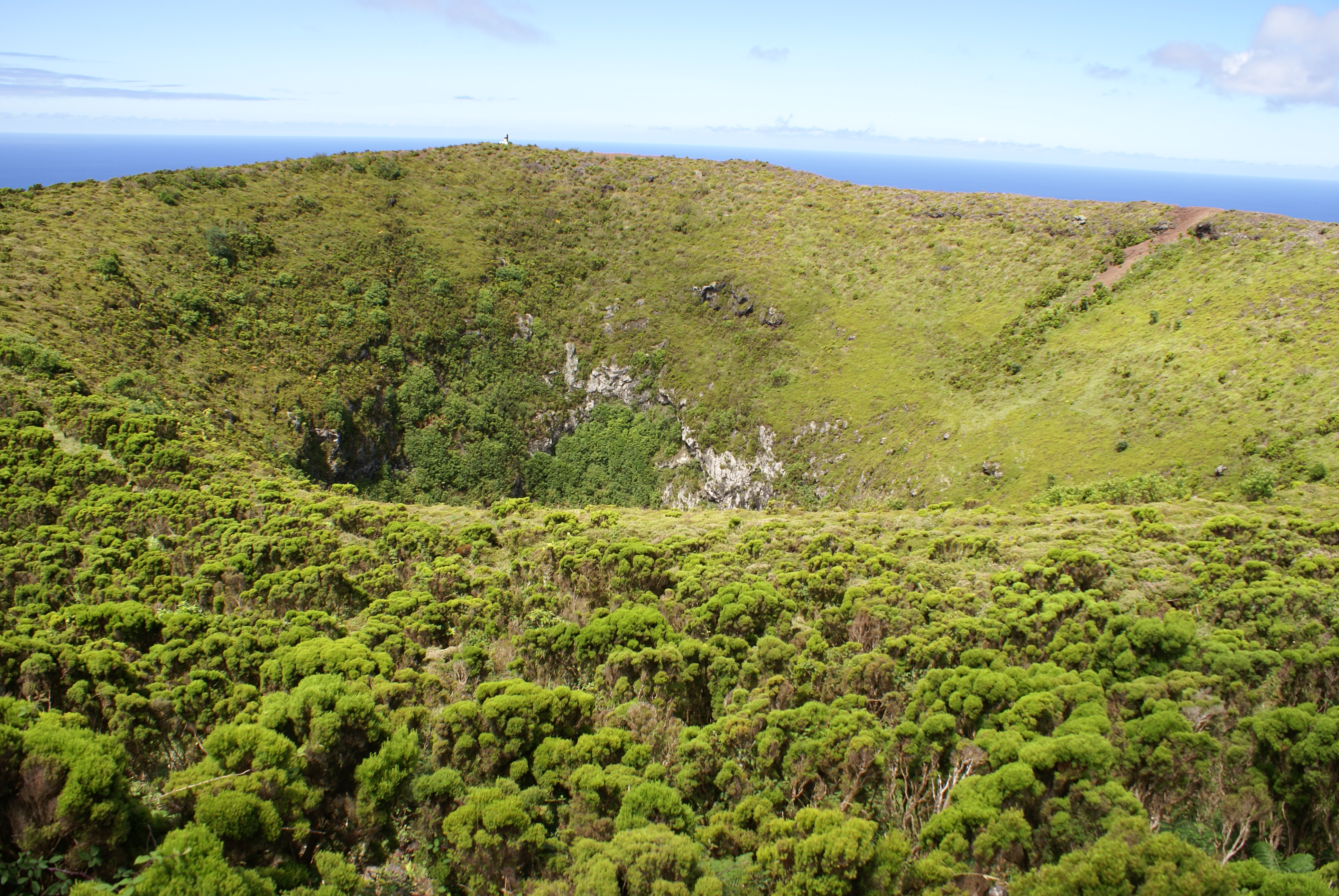
Грасиоза
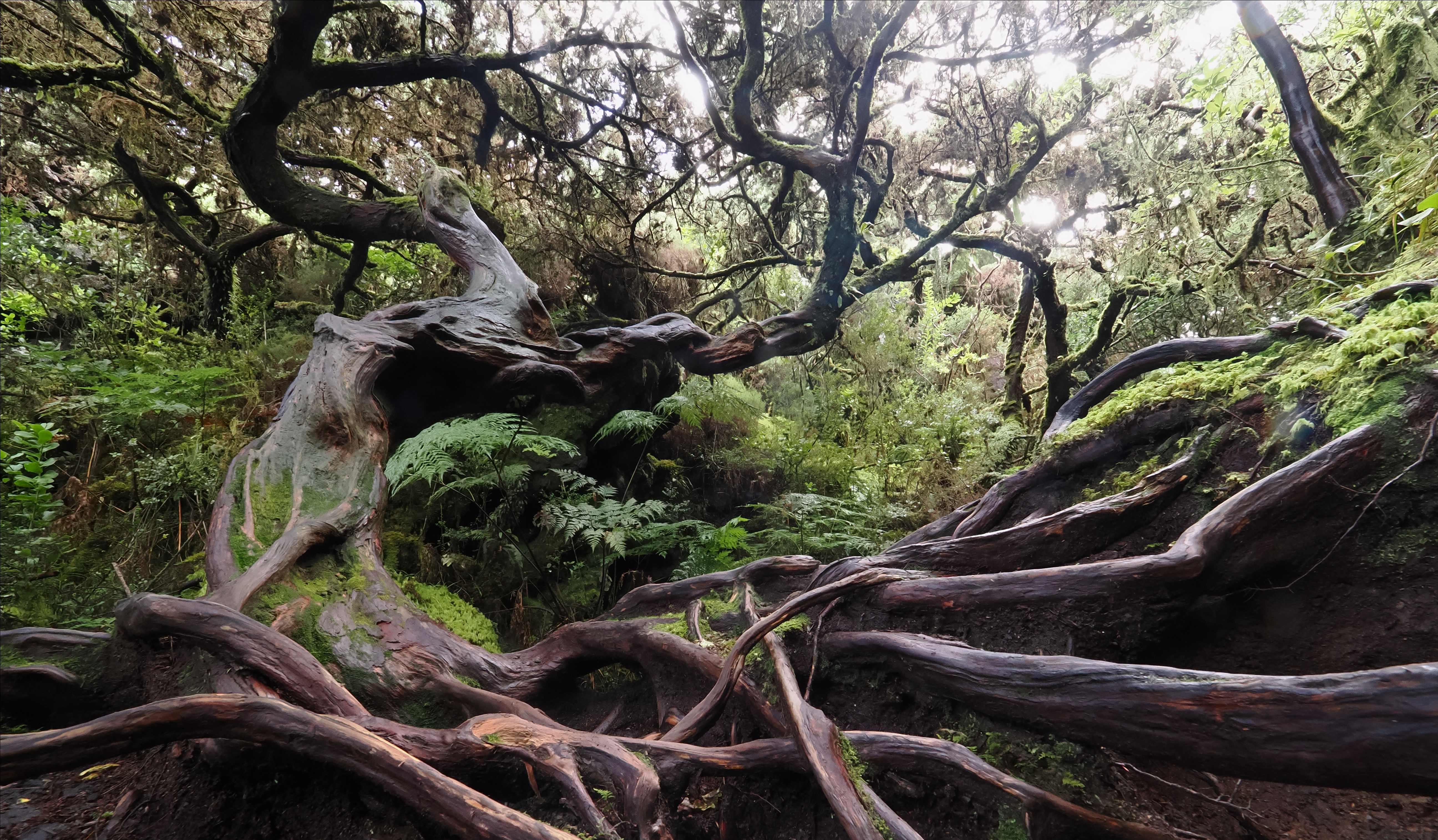
Терсейра
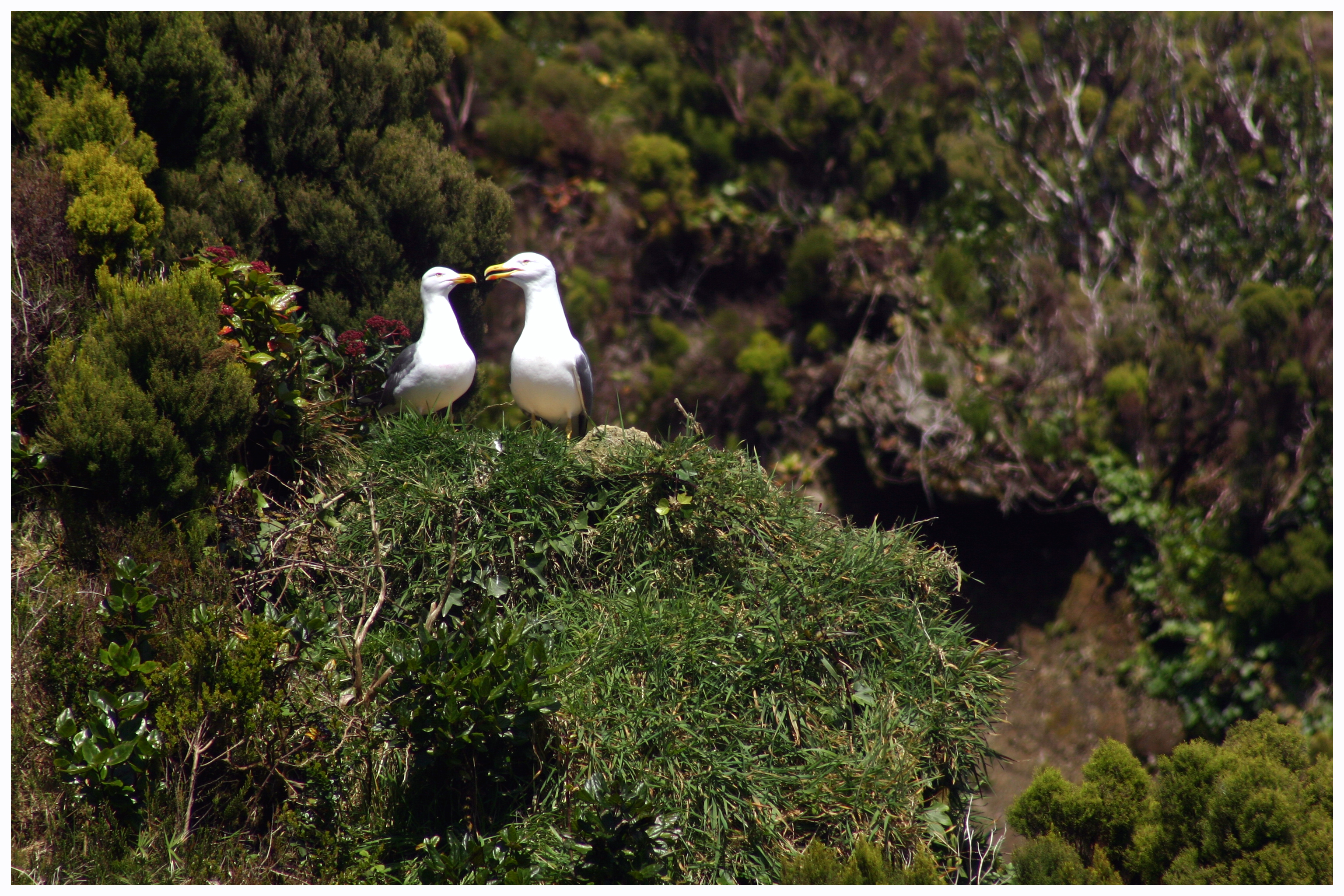
Лагоа-ду-Фогу, Сан-Мигел
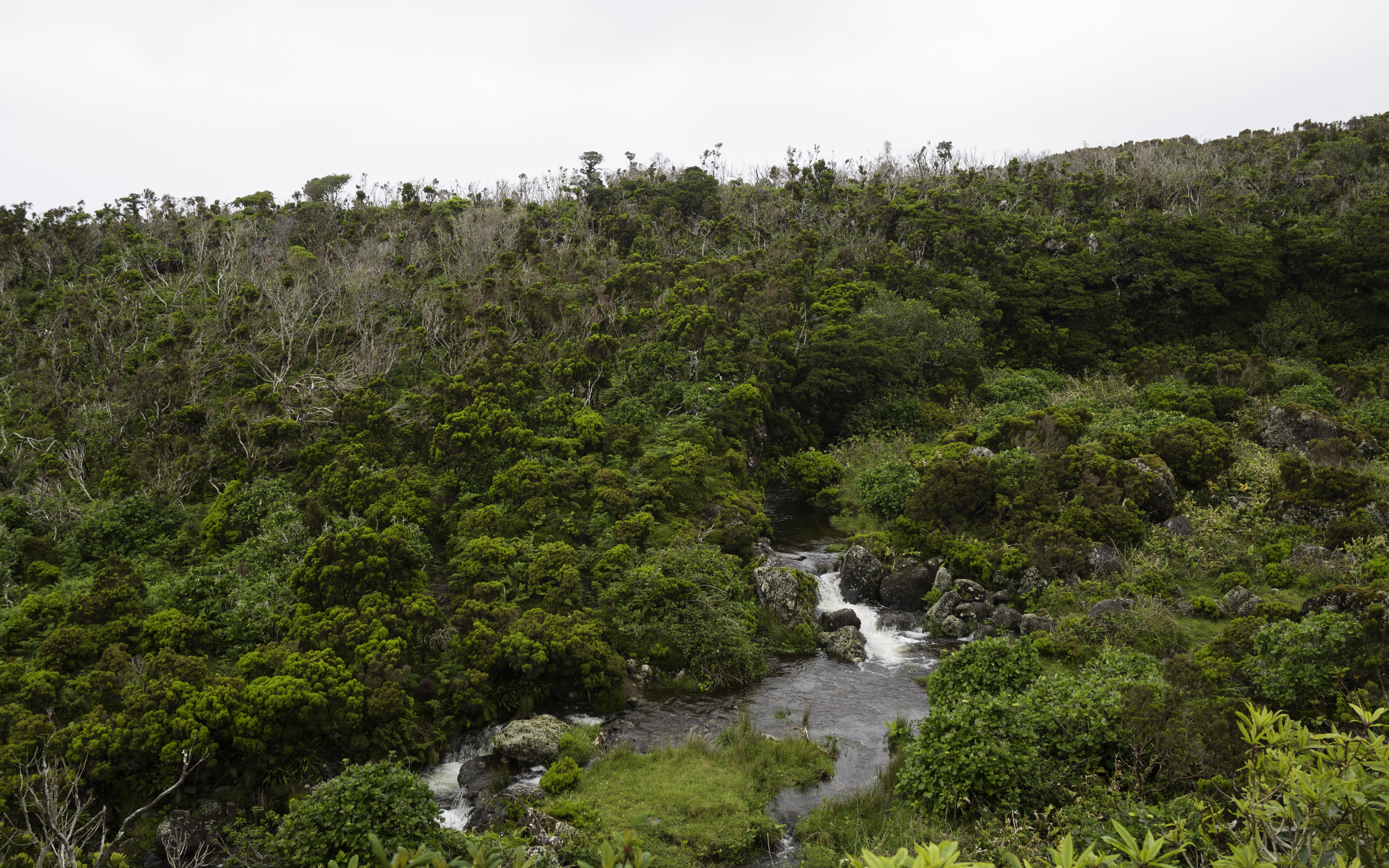
Флореш